# خرمن كلا (دشت سر)
خرمن کلا (بالفارسية: خرمن‌کلا) هي قرية تقع في إيران في قسم دشت سر الريفي. يقدر عدد سكانها بـ 234 نسمة بحسب إحصاء 2016.